# Jaroslav Volf (sochař)

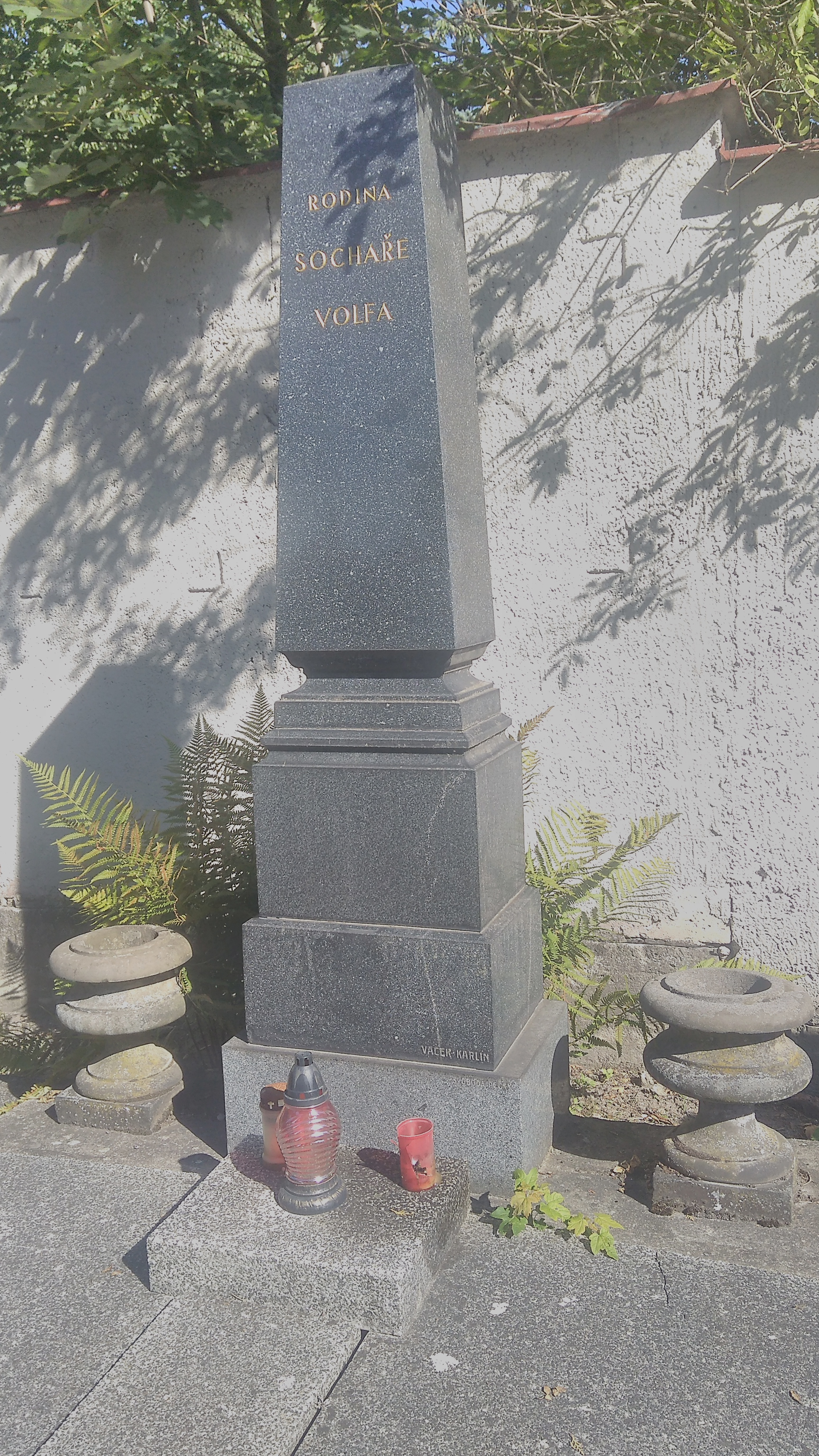
Náhrobek rodiny sochaře Volfa na hřbitově v Kladně, na kamenech jména sochařů: Vacek Karlín a Svoboda Pečky

Jaroslav Volf (8. června 1896 Kladno – 6. dubna 1977 tamtéž) byl kladenský kamenosochař a majitel kamenosochařského závodu, absolvent Kamenosochařské školy v Hořicích, žák Jana Štursy a J. V. Myslbeka na Akademii výtvarných umění v Praze, člen pěveckého spolku Smetana.
Rodiče
Narodil se v Kladně jako syn sochařského mistra Josefa Volfa, syna Václava Volfa, havíře ze Štěpánova (Kročehlavy) a Františky Laudové ze Žiliny u Kamenných Žehrovic. Jeho matka byla Marie Kozlová, dcera kladenského obchodníka Jana Kozla a Marie Čtrnácté z Kladna.
pomník Antonína Dvořáka
V roce 1912 bylo schváleno zbudování pomníku v Dvořákových sadech u Kladenského divadla v severozápadním rohu parku. U zrodu myšlenky stál tehdejší jednatel Kladenské filharmonie a zároveň člen spolku Smetana Cyril Novotný. Od roku 1912 byl na vybudování pomníku věnován výtěžek z pravidelných promenádních koncertů v parku, postaven byl až po první světové válce v roce 1926, podle návrhu pražského architekta ing. Jaroslava Beránka. Bronzová busta je od sochaře Jaroslava Volfa, člena pěveckého spolku Smetana. Oba autoři se vzdali nároku na honorář. U pomníku byly původně umístěné čtyři nízké bronzové lucerničky.

## Dílo
Kladno
- pomník Bedřicha Smetany u divadla[4]
- pamětní deska Václava Štulce
- výzdoba sokolovny v Kladně
- reliéf Krista na průčelí Kostela Nejsvětějšího Srdce Ježíšova v Kročehlavech
- 1923 pamětní deska námořníka Františka Kouckého na sokolovně v Hnidousích (s Kofránkem z Prahy)[5]
- 1926 bronzová busta na pomníku Antonína Dvořáka u divadla (projekt Jaroslav Beránek)

jiné
- 1924 žulový sokl Pomníku padlým v 1. světové válce v Unhošti s bronzovou sochou stojícího vojína od Vojtěcha Zeilmana

## Galerie

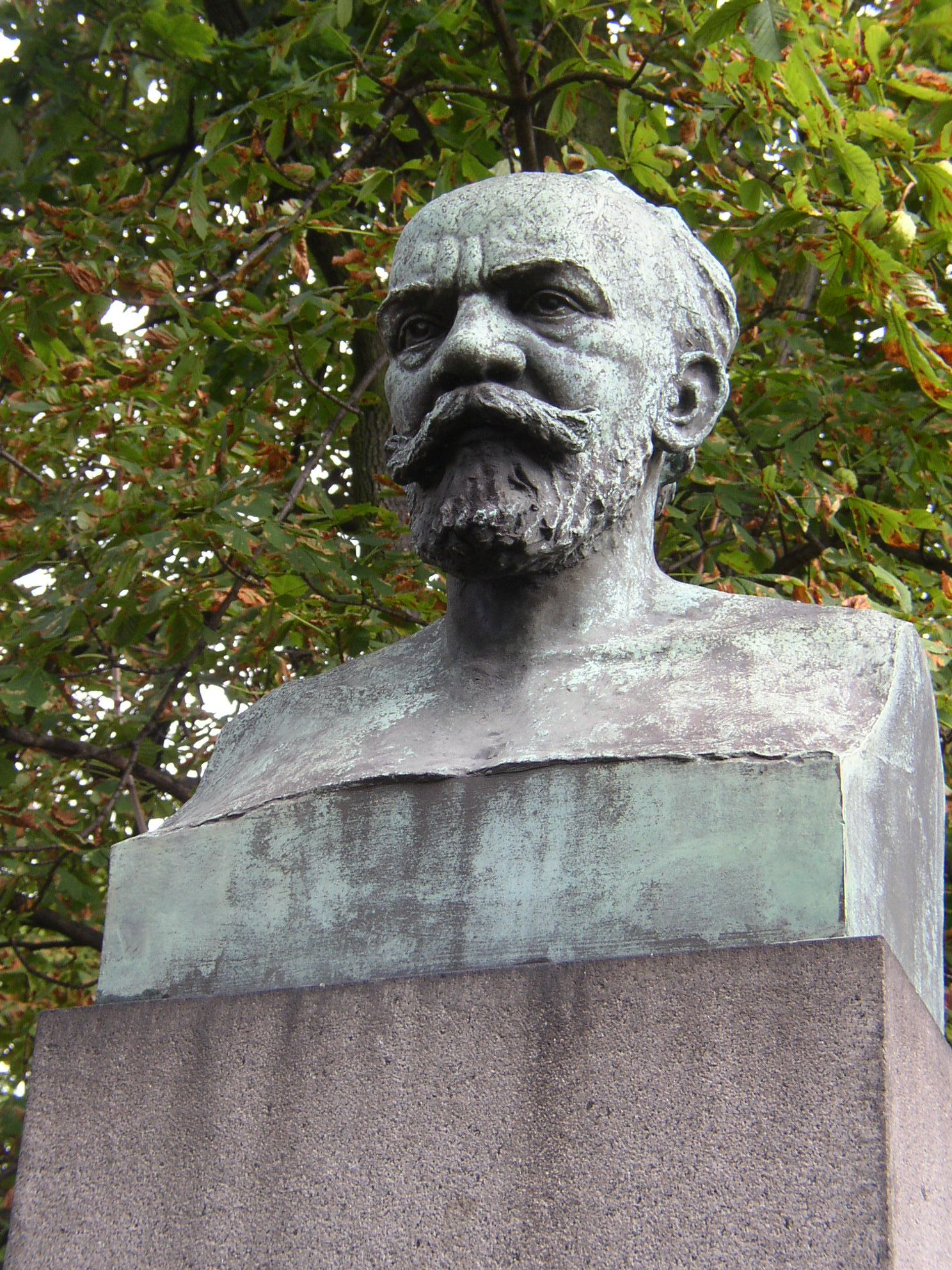
Busta Antonína Dvořáka, Kladno
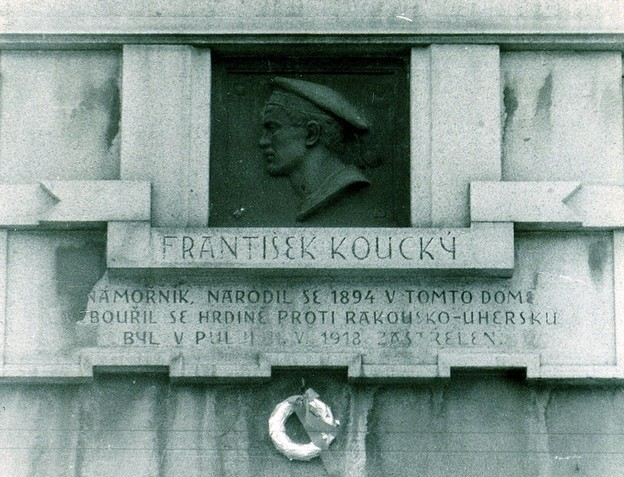
Pamětní deska Františka Kouckého na Sokolovně v Hnidousích
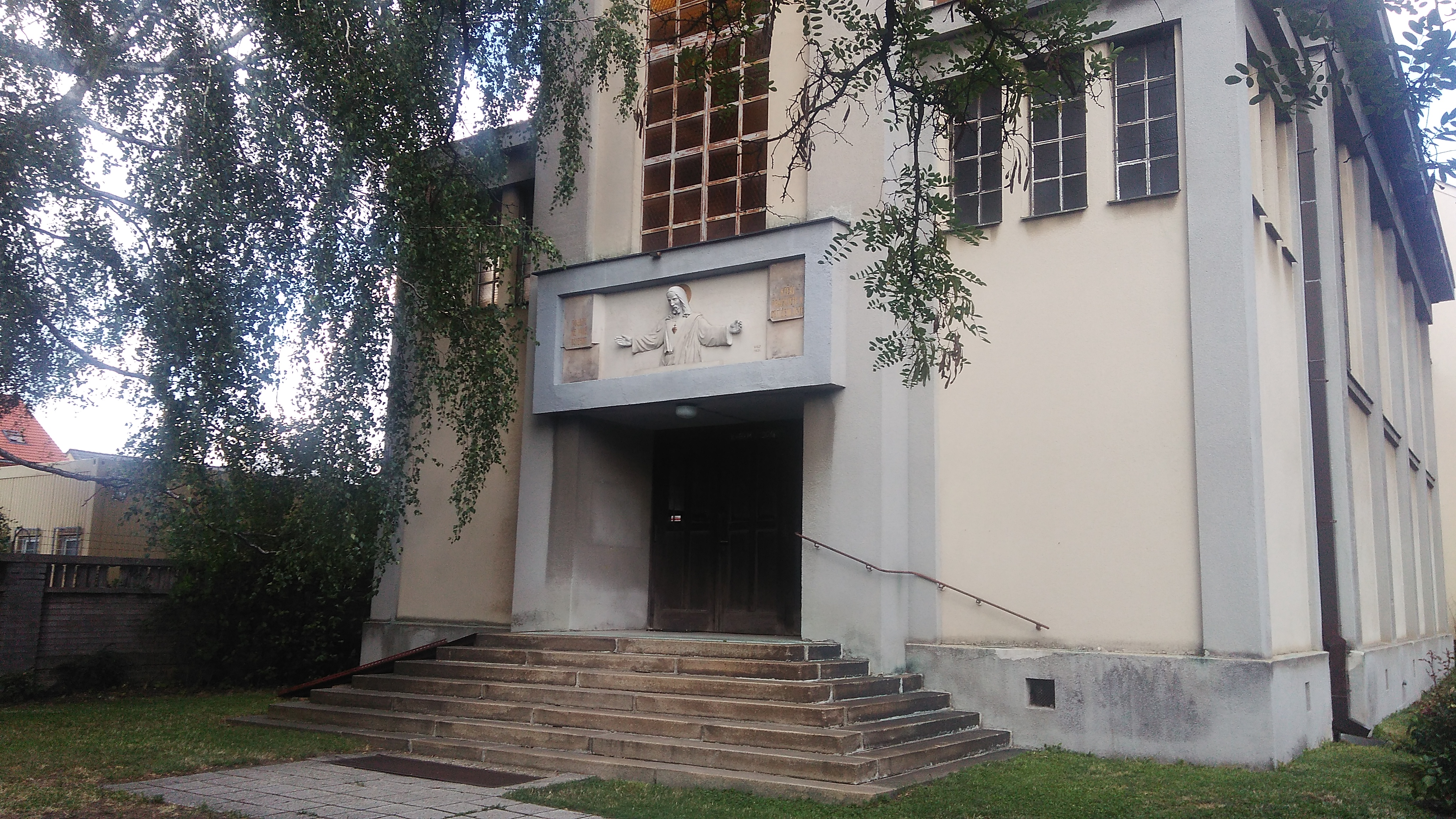
Reliéf Krista na kostele v Kročehlavech
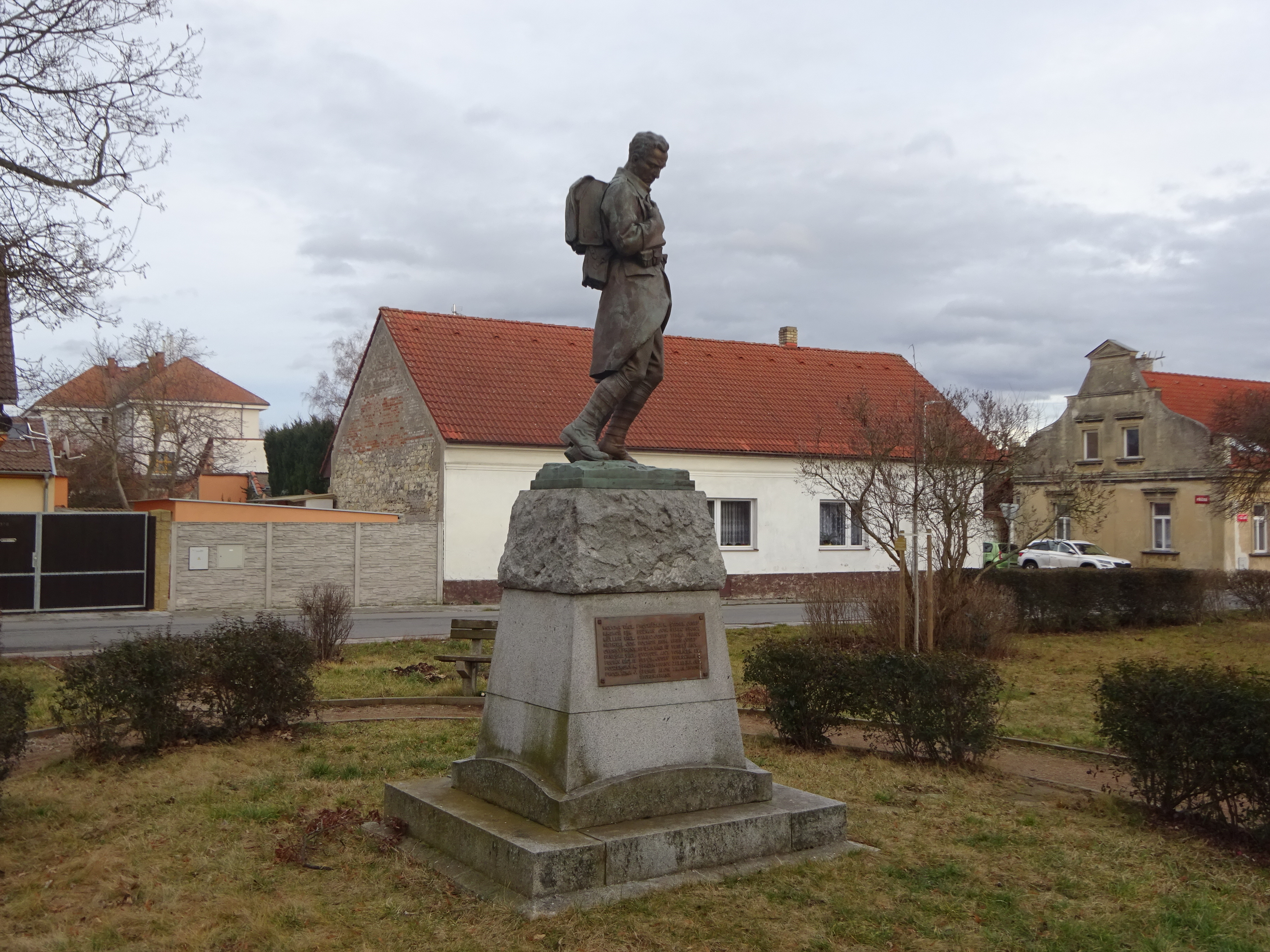
Sokl Pomníku padlým v 1. světové válce v Unhošti